# Труп (окръг, Джорджия)
Окръг Труп (на английски: Troup County) е окръг в щата Джорджия, Съединени американски щати. Площта му е 1155 km², а населението - 58 779 души (2000). Административен център е град ЛаГрейндж.